# Tweede Kamerverkiezingen in het kiesdistrict Appingedam (1848-1850)
Tweede Kamerverkiezingen in het kiesdistrict Appingedam (1848-1850) geeft een overzicht van verkiezingen voor de Nederlandse Tweede Kamer in het kiesdistrict Appingedam in de periode 1848-1850.
Het kiesdistrict Appingedam werd ingesteld na de grondwetsherziening van 1848. Tot het kiesdistrict behoorden de volgende gemeenten: Appingedam, 
Bierum, 
Delfzijl, 
Loppersum, 
Midwolda, 
Nieuwolda, 
Noordbroek, 
Sappemeer, 
Slochteren, 
Stedum, 
Ten Boer, 
Termunten, 
Uithuizen, 
Uithuizermeeden, 
't Zandt en 
Zuidbroek.
Het kiesdistrict Appingedam vaardigde in dit tijdvak per zittingsperiode één lid af naar de Tweede Kamer.
Legenda
- cursief: in de eerste verkiezingsronde geëindigd op de eerste of tweede plaats, en geplaatst voor de tweede ronde;
- vet: gekozen als lid van de Tweede Kamer.

## 30 november 1848
De verkiezingen werden gehouden na ontbinding van de Tweede Kamer, na inwerkingtreding van de herziene grondwet.
|                  | 30 november |
| ---------------- | ----------- |
| Kiesgerechtigden | 1.586       |
| Opkomst          | 865         |
| Geldige stemmen  | 860         |
| Blanco stemmen   | 4           |
| Kandidaten       |             |
| B. Wichers       | 542         |
| P.W. Wiertsema   | 116         |
| W. Waalkens      | 84          |
| G. Reinders      | 57          |
| J.F. Zijlker     | 21          |

## 11 december 1848
Berend Wichers was bij de verkiezingen van 30 november 1848 gekozen in twee kiesdistricten, Appingedam en Groningen. Hij opteerde voor Groningen, als gevolg waarvan in Appingedam een naverkiezing gehouden werd. 
|                  | 11 december |
| ---------------- | ----------- |
| Kiesgerechtigden | 1.586       |
| Opkomst          | 831         |
| Geldige stemmen  | 821         |
| Blanco stemmen   | 7           |
| Kandidaten       |             |
| J.F. Zijlker     | 530         |
| P.W. Wiertsema   | 158         |
| W. Waalkens      | 72          |

## 27 december 1848
Jan Zijlker was bij de verkiezingen van 30 november en 11 december 1848 gekozen in twee kiesdistricten, Appingedam en Winschoten. Hij opteerde voor Winschoten, als gevolg waarvan in Appingedam een naverkiezing gehouden werd. 
|                  | 27 december | 3 januari |
| ---------------- | ----------- | --------- |
| Kiesgerechtigden | 1.586       | 1.586     |
| Opkomst          | 686         | 746       |
| Geldige stemmen  | 684         | 743       |
| Blanco stemmen   | 3           | 3         |
| Kandidaten       |             |           |
| R. Westerhoff    | 225         | 563       |
| W.J. Mees        | 133         | 180       |
| D. Bonthuis      | 117         |           |
| P.W. Wiertsema   | 101         |           |
| W. Waalkens      | 98          |           |

## Voortzetting
In 1850 werd het kiesdistrict Appingedam omgezet in een meervoudig kiesdistrict, waaraan een gedeelte van het opgeheven kiesdistrict Onderdendam (de gemeenten Kantens, Middelstum en Usquert) en het grootste deel van het eveneens opgeheven kiesdistrict Winschoten (alle gemeenten behalve Onstwedde, Vlagtwedde en Wedde) toegevoegd werden.